# مطمح الأنفس ومسرح التأنس في ملح أهل الأندلس (كتاب)
كتاب يروي احاث أهل الأندلس 
- مولف الكتاب: الوزير الكاتب أبو نصر الفتح بن محمد بن عبيد الله بن خاقان بن عبد الله القيسي الإشبيلي المتوفى سنة 529 هـ / 1135 م
- دار النشر: مؤسسة الرسالة - بيروت - 1983م
- عدد الاجزاء:1[1]